# Shu
shu（シュウ、本名：大井秀一、1958年11月6日 - 2017年2月10日）は、日本の作詞家 、シンガーソングライター、ナレーター。
新潟県三条市出身。

## 作詞
- 研ナオコ『煌めく河』
- A.B.C-Z『ボクラ～LOVE&PEACE～』
- ジャニーズJr.『Happy Happy Lucky you』
- 堀江由衣『Coloring』（アニメ『パパのいうことを聞きなさい!』エンディングテーマ）
- RYUTist『メクルメクルメ』、『太陽のシルエット』
- コナミゲーム
- 武装神姫3
  - 加藤英美里、井上麻里奈、伊瀬茉莉也、日笠陽子、白石涼子、福井裕佳梨
- シャディCM曲 As You Like
- インターネットドラマ ギャモンのテーマ
- スペースワールドパレード曲 Go!Go!Rock
- 復興応援ソング 名もない絆
- ブルーインパルス音頭
- OZ音頭

## シンガーソングライター
出典：
- 『slow』1st~3rd
- ソロシングル『五十嵐川～いからしがわ～』
- ソロアルバム『サヨナラ東京』
- インターネットドラマギャモンのテーマ主題歌担当

## ナレーター
出典：
- ミステリチャンネル学研ムー不思議リポートレギュラー
- 特集NHK歌謡コンサート　「阿久悠 歌よ時代を語れ」
- カネボウDEW SUPERIORCM
- インターネットドラマギャモン
- キャロウエイレガシーエイペックスシリーズ CM
- ローランドVドラム CM、取り扱い説明

## ユニット
出典：
- Ino-shu (Vo担当)
- Black ShuZ (Vo担当)
- 高柳恋バンド (Vo担当)
- slow (Vo,Ag担当)